# Musicians Institute
Das Musicians Institute ist eine berufsbildende Musikschule in Hollywood, Los Angeles, CA.
Die Einrichtung wurde im Jahre 1977 als Guitar Institute of Technology aus der Taufe gehoben, unter anderem gegründet von Jazzgitarrist Howard Roberts. In der Zeit bis heute erweiterte sich das Institut in ein umfassendes, zeitgenössisches Musikkolleg, das seine Studenten für Karrieren in vielen Bereichen der Musikindustrie vorbereitet. Die von der National Association of Schools of Music (NASM) akkreditierte Schule bietet Bachelor-Abschlüsse an, Kurse für Tontechniker, Gitarrenbau und vieles mehr. Das GIT ist innerhalb des MI das größte Projekt. In Zusammenhang mit dem GIT sind die weiteren Institute des MI zu erwähnen: Das Bass Institute of Technology (BIT), das Keyboard Institute of Technology (KIT), das Percussion Institute of Technology (PIT) und das Vocal Institute of Technology (VIT). Weiter gibt es folgende Programme: Recording Institute of Technology (RIT), Recording Artist Program (RAP), Music Business Program (MBP), Guitar Craft Academy (GCA) und Film Institute of Technology (FilmIT).

## Dozenten der GIT
(Auswahl)
- Scott Henderson
- Chris Broderick
- TJ Helmerich
- Daniel Gilbert
- Keith Wyatt
- Carl Verheyen
- Tom Kolb
- Olaf Jackwert

ehemals:
- Joy Basu
- Jennifer Batten
- Marcus Deml
- Paul Gilbert
- Brett Garsed
- Steve Lynch
- Taylor Watterson